# 牟尼沟

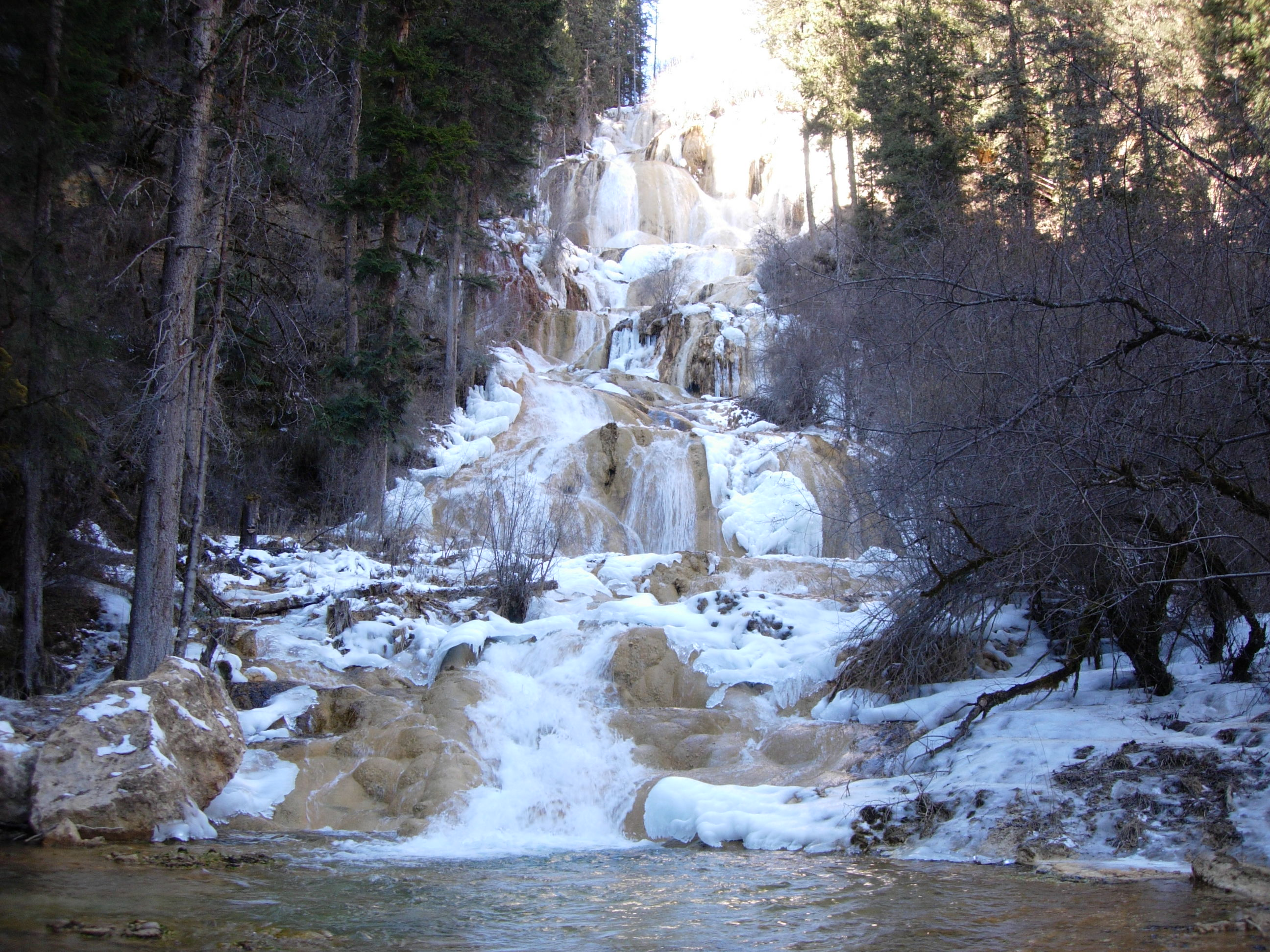
扎嘎瀑布

牟尼沟风景区位于中国四川松潘县西南牟尼乡镜内，其中的钙化池瀑布可与黄龙“瑶池”媲美。
牟尼沟现有两大景观：扎嘎瀑布，二道海。
- 扎嘎瀑布，海拔3166-3270米，瀑布高104米，宽35-40米，既是液体瀑布，又是固体钙化流瀑，为中国最高的钙化瀑布。冬天时结冰，洁白形如哈达。

- 二道海